# マルチユーザー
マルチユーザーとは、1台のコンピュータに対して同時に複数のユーザーが使用可能なオペレーティングシステムやアプリケーションソフトウェアのことを定義する用語である。タイムシェアリングシステムは、まさにマルチユーザーと言える。メインフレームコンピュータで使われるバッチ処理の多くも、ある処理が入出力待ちをしている間もCPUを稼動させるよう複数の処理を連続に処理するために、マルチユーザーであると考えられる場合もある。しかしながら、バッチ処理の場合はマルチタスクの用語を使うほうが、より一般的である。